# ویشنو
ویشنو دومین ایزد از ایزدان سه‌گانه هندو و جنبه نفوذگر و حفاظت‌گر خداوند است. نام این ایزد مذکر در نوشته‌های روحانی آئین هندو همچون یجورودا، ریگ‌ودا و باگاوادگیتا آمده‌است.
واژه ویشنو از فعل «ویش» به معنی چیرگی و نفوذ داشتن است. در ریگ ودا، ویشنو از ایزدان تراز اول نیست، بلکه نماد نیروی آفتاب است که در سه گام از هفت ناحیه جهان می‌گذرد و کلیّه اشیاء را با گرد نور خویش احاطه می‌کند. برخی از مفسران ریگ‌ودا این سه گام را به مظاهر سه‌گانه نور که آتش و برق و خورشید باشد، تعبیر کرده‌اند. بعضی دیگر آن را سه وضع خورشید، یعنی پگاه، نیمروز و شامگاه دانسته‌اند.
این ایزد بنا به باور هندوان در دوران‌های مختلف به صورت مظاهر مختلف آشکار می‌گردد و تاکنون در ۹ پیکر گوناگون نمود یافته‌است. ویشنو امروزه نیز پرستش می‌شود ویکی از کیش‌های دین هندو که ویشنو را تمرکز پرستش خود قرار داده ویشنوپرستی نام دارد. مهابهاراتا هزار نام و لقب برای ویشنو برشمرده‌است. به باور ویشنو پرستان، ویشنو تاکنون ۹ بار به صورت موجودات انسانی و زمینی به دنیای ما پا گذاشته‌است. دو شکل از مهمترین آنها، راما و کریشنا بوده‌اند که داستانشان در پوراناها آمده‌است. ویشنو در نوبت دهم به صورت مردی خواهد آمد به نام کالکی که سوار بر اسب و با شمشیر با ظلم و ستم و مردم شرور و مدعیان دروغین پیامبری خواهد جنگید و جهان را از پلیدی و ناپاکی، پاک می‌کند و خودش به مدت ۱۰۰۰ سال حکومت خواهد کرد و جهان را به سمت حکومت خدایان هدایت خواهد کرد. این دورهٔ حکومت خدایان، معروف به دورهٔ طلایی یا ساتایایوگا، ۱۷۲۸۰۰۰ سال طول خواهد کشید.

## ویژگی‌ها
در پورانا آمده‌است که وی را رنگ ابرهای آبی تیره است، و او را چهار دست است، که در آن یک برگ نیلوفر آبی، یک گرز، یک صدف حلزونی و یک حلقه گرفته‌است. در ویشنو سهاسراناما، آمده‌است که گوهر کنونی در تمام جهان‌های بی‌شمار بر دست اوست، و ویشنو پرودگار گذشته، حال و آینده و آفریننده آن‌هاست، او که بر اقیانوس‌ها تکیه زده‌است، آفرینش را استوار می‌دارد.
ویشنو که پیشتر از او با لقب نارایَنه یاد شده از خدایانی است که گاه در موقعیت برترین خدا قرار می‌گیرد. او در ریگ‌ودا «رخنه‌گر در همه چیز» و خدای خدایان (دِوَدِوا) است و در اوپانیشادها گاه «همان برهما، همان مهادیو [شیوا]، همان ویشنو، همان ایندیرا، همان بی‌نقصان و همان نور بزرگ است». و گاه از همه خدایان بزرگ‌تر است؛ و هر چه‌است «همان نارایَنَه‌است که دورکننده همه نادانی هاست» (و زمانی که او بود «نه برهما بود، نه مهادیو، نه آب، نه آتش، نه ماه، نه آسمان، نه زمین، نه ستاره‌ها و نه آفتاب. او یگانه بود و از تنهایی ناآرام شد». او خدای مرتضان و سالکان است و آن‌ها «بعد از ریاضت و اعمالِ بسیار نوری مثل روشنی چراغ می‌بینند. آن نور ویشنو و شخص بزرگ است و در همه پر است».
ویشنو علت برتر همه چیز و نفس همه چیز است. همه جا هست و تمام هستی را دربرگرفته، نامتناهی است و صفات، اعمال و نیروهای او نامحدود است. جهان تجلی اوست و بر آن فرمان می‌راند. «آن را آفریده و در آن وارد شده».
رودره نیز مانند ویشنو گاه در جایگاه برترین خدا قرار می‌گیرد. اما تفاوت اساسیِ آن با ویشنو در این است که هر چند از آفرینندگی او سخن رفته، در مورد رودره تأکید بر جنبه ویرانگری اوست.

## ویشنو در مقام ناجی جهان

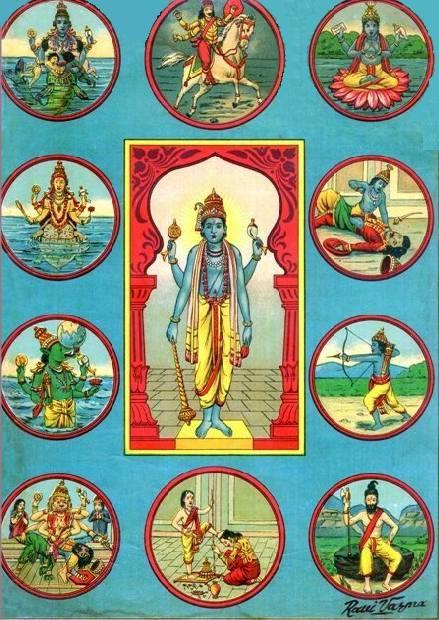
هندو خدای ویشنو (مرکز) احاطه شده توسط آواتارهای خود یعنی (در خلاف جهت عقربه‌های ساعت، از چپ-بالا) ماتسیا; Kurma; Varaha; ناراسیما; Vamana; Parashurama; راما; کریشنا; بودا و کالکی، نقاشی رنگی توسط راجا راوی وارما

یکی از اسطوره‌های بسیار کهن هند، به توفان فاجعه‌باری معروف است که نابودی کل جهان، از جمله مانو، انسان کهن نمونه‌ای را تهدید می‌کرد. در روایتی از این اسطوره آمده که مانو ماهی کوچکی را نگه می‌دارد و به او هشدار می‌دهد که توفانی در راه است و قول می‌دهد او را نجات دهد. مانو برای خود قایقی می‌سازد و نمونه‌هایی از مخلوقات زنده و گیاهان را به درون قایق می‌برد. وقتی توفان درمی‌گیرد، ماهی، که اکنون بزرگ و غول‌آسا شده‌است، قایق را می‌کشد و به جای امنی می‌برد، بقیهٔ موجودات همه نابود می‌شوند. مانو پس از این واقعه، می‌فهمد که ماهی ماتسیا کسی جز ویشنو نبوده‌است. تجلی ویشنو به صورت گراز وَهارا به نظر می‌رسد که گونه‌ای از این اسطوره توفان باشد: در آغاز زمان، زمین زیر سطح اقیانوس بزرگی پنهان شده بود، اما ویشنو خود را به گراز غول‌آسایی بدل کرد و زمین را از روی امواج بلند کرد و آن را به صورت مسطح گستراند.

### ایزدان و دیوان
ایزدان و اَسوراها برابر نهاد هندی دیوان در موقعیتی دیگر بر آن‌ها شدند که به اکسیر جاودانگی دست یابند. ویشنو به آنان فرمان داد تا انواع گوناگون از گیاهان دارویی را به داخل اقیانوسی بزرگ از شیر بیندازند و آن را به تلاطم درآورند. ویشنو برای آنکه این کار را با موفقیت انجام دهد، از ماندارا پادشاه مارها و کره گیرنده از شیر، و واسوکی به عنوان طناب کمک گرفت و خود را به صورت لاک‌پشتی غول‌آسا (کارما) درآورد تا محوری برای کوه مزبور باشد. نخست، اقیانوس سمی را پدیدآورد که شیوا آن را قبل از آنکه اکسیر تشکیل شود، نوشید. خدایان و دیوان همه خواستار این شیره شدند، اما ویشنو به نفع خدایان مداخله کرد تا دیوان را از رسیدن به اکسیر جاودانگی مانع شود.
دو تجلی دیگر ویشنو مربوط به دیوانی است که تهدید به برچیدن نظم جهان می‌کنند. دیوی به نام هیرانیاکا شیپو در پی ریاضت‌های دینی بزرگی که از سر گذرانده بود، از برهما صاحب اکسیر جاودانگی شد. اما بعدها چون رفتارش خصمانه گشت، ویشنو به موجودی نیمه انسان و نیمه شیر ناراسیمها بدل شد تا عطیهٔ جاودانگی هیرانیاکا شیپو را به چنگ آورد، عطیه‌ای که باعث می‌شد او از دست ایزدان، انسان‌ها یا حیوانات در امان باشد.